# Arborele genealogic al Scipio-Paullus-Gracchus
Arborele genealogic al Scipio-Paullus-Gracchus include cognomenul familiilor din Roma Antică: „Scipio”, „Paullus” și „Gracchus”.